# إيمان سليمي
إيمان سليمي (بالفارسية: ایمان سلیمی) هو لاعب كرة قدم إيراني في مركز الدفاع، ولد في 1 يونيو 1996 في بندر عباس في إيران. لعب مع سبورتينغ براغا.

## وصلات خارجية
- إيمان سليمي على موقع قاعدة بيانات كرة القدم.إي يو (الإنجليزية)
- إيمان سليمي على موقع Soccerway.com (الإنجليزية)